# Casimiroa
Casimiroa La Llave è un genere di piante della famiglia delle Rutacee.

## Tassonomia
Il genere comprende le seguenti specie:
- Casimiroa calderoniae F.Chiang & Medrano
- Casimiroa dura A.Pool & Coronado
- Casimiroa edulis La Llave
- Casimiroa emarginata Standl. & Steyerm.
- Casimiroa greggii (S.Watson) F.Chiang
- Casimiroa microcarpa Lundell
- Casimiroa pringlei (S.Watson) Engl.
- Casimiroa pubescens Ramírez
- Casimiroa tetrameria Millsp.
- Casimiroa watsonii Engl.